# Trichopoda
Genre
Trichopoda est un genre de mouches brachycères de la famille des Tachinidae, vivant en Amérique du Sud, centrale et du Nord, parasitoïdes des punaises, mais aussi d'orthoptères. Trichopoda est un genre remarquable des Tachinidae par ses couleurs vives et les soies semblables à des plumes sur le tibia postérieur comme pour son importance dans la lutte biologique, ayant comme hôte d'innombrables Hétéroptères nuisibles importants.

## Description
Il s'agit de mouches de taille petites à moyenne, avec généralement les ailes colorées, et l'abdomen allongé à élargi, dont les couleurs varient du jaune et de l'orange au noir. Ces mouches ont comme caractéristiques principales des pattes arrière portant un peigne de poils plumeux.

## Écologie
Les adultes se nourrissent sur les fleurs, et sont des parasitoïdes de punaises, peut-être occasionnellement d'insectes d'autres ordres (Orthoptères, Mantidae). Ces mouches pondent sur le dos des punaises. À l'éclosion, la larve entre dans la punaise et s'en nourrit sans toucher aux organes vitaux. Elle peut ainsi hiverner dans le corps de la son hôte. sur des punaises. Elle sort en déchirant les tissus, et c'est ce qui fait mourir l'hôte.
Les hôtes mentionnés appartiennent aux familles de punaises des Pentatomidae, des Scutelleridae, des Coreidae, des Alydidae, des Largidae, ainsi qu'à une mante et peut-être un criquet (Acrididae), mais la mention reste discutée.
Pour leur importance dans la lutte contre les ravageurs, certaines espèces de Trichopoda du Nouveau Monde ont été introduites dans le but de contrôler des punaises à l'instar Nezara viridula, introduite d'Europe, comme à Hawaii, en Australie, en Afrique du Sud, en Nouvelle-Zélande et aux îles Fidji, notamment avec Trichopoda pictipennis. Mais elles peuvent parasiter et se développer chez certaines espèces indigènes comme à Hawaii, où Trichopoda eupilipes aurait réduit la population de la faune indigène non ciblée. Dans certains cas, ces introductions se sont produites accidentellement, comme en Europe avec Trichopoda pictipennis.

## Répartition
Ce genre est propre au Nouveau monde, répandu tant en Amérique du Nord (6 espèces), jusqu'au Canada, qu'en Amérique du Sud, jusqu'en Argentine et au Chili, ainsi que dans les Antilles.
L'espèce introduite par l'industrie agroalimentaire en Australie a longtemps considérée comme Trichopoda giacomellii, mais il s'agit en fait de Trichopoda pictipennis. Cette même espèce, mais confondue avec Trichopoda pennipes, a été introduite accidentellement en Europe, dans les années 80, d'abord remarquée en Italie, puis progressivement dans d'autres pays, du Portugal à la Grèce et à la Russie.

## Taxinomie

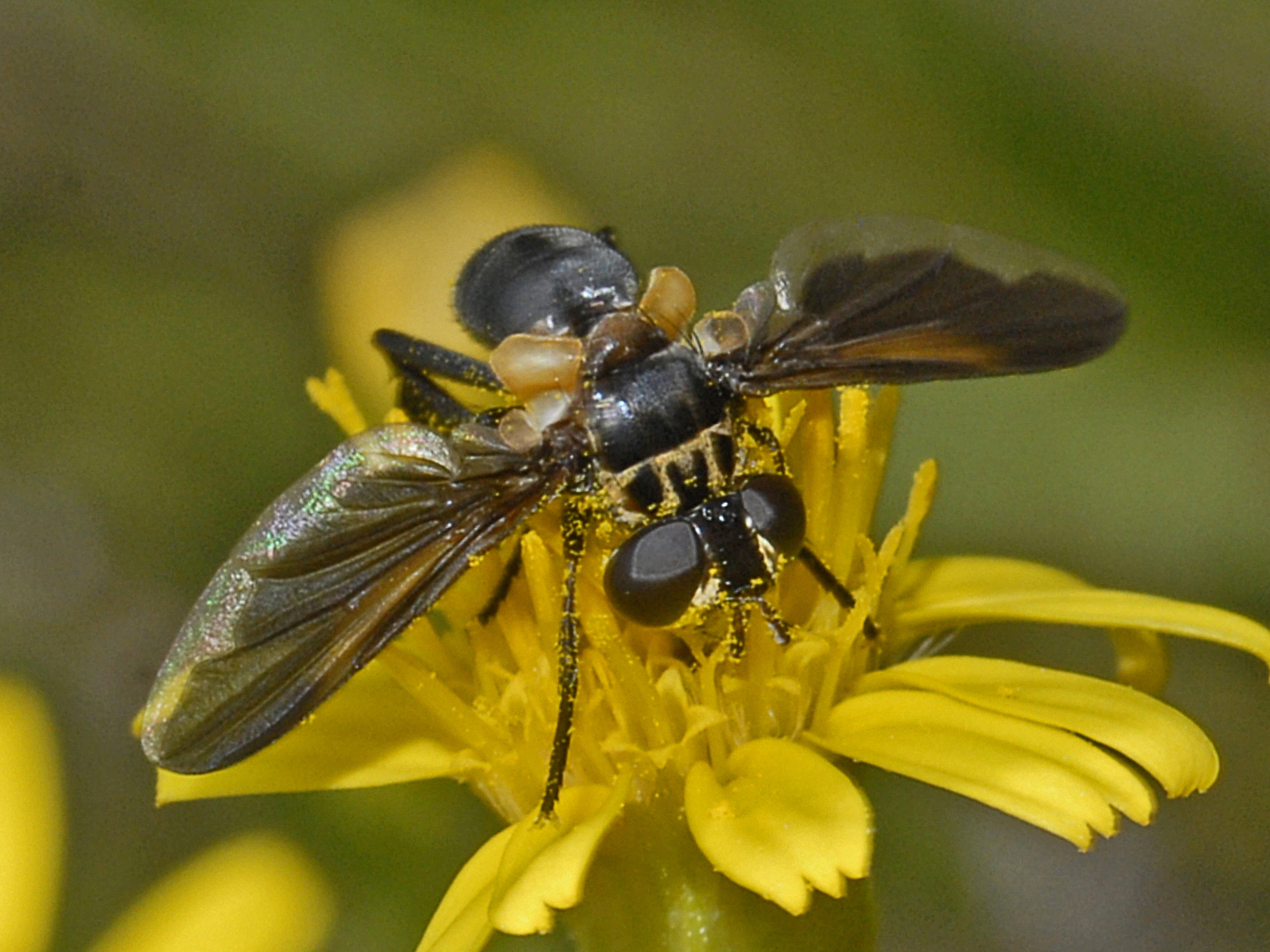
Trichopoda pictipennis, à Alessandria, Italie

Le genre a été créé par Arnold Adolph Berthold en 1827, mais la première espèce décrite de ce genre l'a été en 1781 déjà par Johan Christian Fabricius, sous le nom de Musca pennipes. Le genre est divisé en deux sous-genres, T. Galactomyia (Townsend, 1908), et T. Trichopoda (Berthold, 1827).
Sa taxonomie est problématique, avec de nombreux noms décrits qui seront ultérieurement synonymisés, car sa morphologie est compliquée en raison d'un dimorphisme sexuel et d'un polymorphisme général, sans parler de sa large distribution. Par exemple, le descripteur même de la première espèce identifiée en 1781, Fabricius, décrit plusieurs nouvelles espèces en 1805, Thereva pennipes et Thereva hirtipes de Caroline (Amérique du Nord), et Ocyptera ciliata et Thereva pilipes d'Amérique du Sud. Mais de ces espèces, seule la dernière ne sera pas synonymisée avec Trichophora pennipes au cours des deux siècles suivants.
Les distinctions entre les espèces supposent souvent la dissection et l'analyse des organes reproducteurs. En 1992, Liljesthröm synonymisera le genre Eutrichopodopsis avec Trichopoda. Le genre Trichopodopsis est également synonymisé avec Trichopoda en 1971 et le genre Polystomyia avec le sous-genre Galactomyia. Une révision du genre Trichopoda est publiée en 2020, qui permet de mieux comprendre le genre et son histoire et les limites de ses espèces. Mais beaucoup d'études se trompent dans leurs identifications et entraînent des confusions générales. L'année suivante, O'Hara, Wood & González ont synonymisé le genre Ectophasiopsis Townsend, 1915 avec Trichopoda, en y transférant les trois espèces qu'il contenait.

### Relations au niveau supérieur
Au niveau supérieur, le genre appartient à la tribu des Gymnosomatini au sein de la sous-famille des Phasiinae (famille des Tachinidae). Toutefois, les relations des genres au sein de celle-ci ne sont pas encore clariement établies. La définition récente de cette tribu comprend l'ancienne tribu des Trichopodini (érigée par Townsend en 1908), qui reste monophylétique et dont elle serait un sous-clade. Au sein de cette dernière, trois groupes (complexes de genres) ont été établis par Sabrosky en 1950, dont un « complexe Trichopoda », que Sabrosky a ensuite séparé en deux sous-groupes, « Trichopoda typica », comprenant les actuels genres Eutrichopoda, Trichopoda and Ectophasiopsis (ce dernier synonymisé aujourd'hui avec Trichopoda) et « Trichopoda atypica » avec les autres genres de la tribu. Dupuis, en 1963, sépare 3 sous-tribus au sein des Trichopodini, dont celle des Trichopodina, basée sur la forme des genitalia des femelles, qui reprend la plupart des membres des complexes de Sabrosky, soit ceux du complexe « Trichopoda typica », ceux du « complexe Xanthomelanodes » (Xanthomelanodes et Xenophasia), quelques genres du « complexe Acaulona » (Xanthomelanopsis, Urucurymyia et Melanorophasia), ainsi que quelques autres genres africains et asiatiques, Bogosia, Epineura, Engelobogosia, Bogosiella et Pentatomophaga, en laissant Saralba et Ectophasiopsis de placement incertain,. Ces relations restent donc à préciser.

### Étymologie
L'étymologie du nom signifie « qui a des pattes à poils », construite du grec scientifique τριχός, tricho-, (« poil, cheveu »), et -pode, de  πούς, pous (« pied »). En anglais, c'est aussi la caractéristique de ces pattes arrière particulières qui ont valu à ces mouches le nom de Feather Legged Fly, ou « mouches à pattes emplumées ».

### Ensemble des espèces
Depuis les travaux de Dios & Nihei (2020) et de O'Hara, Wood & González (2021), le genre contient 29 espèces, dont 23 dans le sous-genre Galactomyia, et six dans le sous-genre nominal. Selon GBIF (16 janvier 2022), corrigé à partir des derniers travaux mentionnés, la liste des espèces est la suivante :
- sous-genre Galactomyia
  - Trichopoda arcuata (Bigot, 1876)
  - Trichopoda auricauda Dios & Nihei, 2020
  - Trichopoda castannea Dios & Nihei, 2020
  - Trichopoda curvicercus Dios & Nihei, 2020
  - Trichopoda dupuisi Dios & Nihei, 2020
  - Trichopoda elongata Dios & Nihei, 2020
  - Trichopoda eupilipes Dios & Nihei, 2020
  - Trichopoda flava Röder, 1885
  - Trichopoda goiana Dios & Nihei, 2020
  - Trichopoda gradata Wiedemann, 1830
  - Trichopoda lanipes Fabricius, 1805
  - Trichopoda limbata (Blanchard, 1966)
  - Trichopoda nigricauda Bigot, 1876
  - Trichopoda pennipes (Fabricius, 1781)
  - Trichopoda pictipennis Bigot, 1876
  - Trichopoda pilipes (Fabricius, 1805)
  - Trichopoda splendida Dios & Nihei, 2020
  - Trichopoda subalipes Townsend, 1894
  - Trichopoda tenebrosa Dios & Nihei, 2020
  - Trichopoda tschorsnigi Dios & Nihei, 2020
  - Trichopoda umbra Walker, 1849
  - Trichopoda urucurytuba Dios & Nihei, 2020
  - Trichopoda ypiranga (Dios & Nihei, 2017)
- sous-genre Trichopoda
  - Trichopoda alipes Wulp, 1892
  - Trichopoda indivisa Townsend, 1897
  - Trichopoda plumipes (Fabricius, 1805)
  - Trichopoda sabroskyi Dios & Nihei, 2020
  - Trichopoda squamipes Wulp, 1892
  - Trichopoda subdivisa (Townsend, 1908)

### Synonymes et déplacements
Parmi les espèces encore parfois mentionnées, comme par les sites GBIF ou BioLib, T. bosqi, T. giacomellii, T. gustavoi, T. haitensis et T. nigrifrontalis sont synonymisés avec T. pennipes (Fabricius, 1781). T. christenseni et T. incognita sont des synonymes de T. gradata,,. T. mexicana Macquart, 1846 et T. subcilipes Macquart, 1844 sont extraits du genre Trichopoda et considérées comme incertae sedis (de placement incertain) au sein de la tribu des Gymnosomatini, car leurs holotypes n'ont pas été retrouvés, mais ils ne semblent pas appartenir à Trichopoda. T. melanopus appartient aujourd'hui au genre Eutrichopoda, et T. aurantiaca Townsend, 1891 n'est pas reconnue dans le genre Trichopoda.

## Galerie

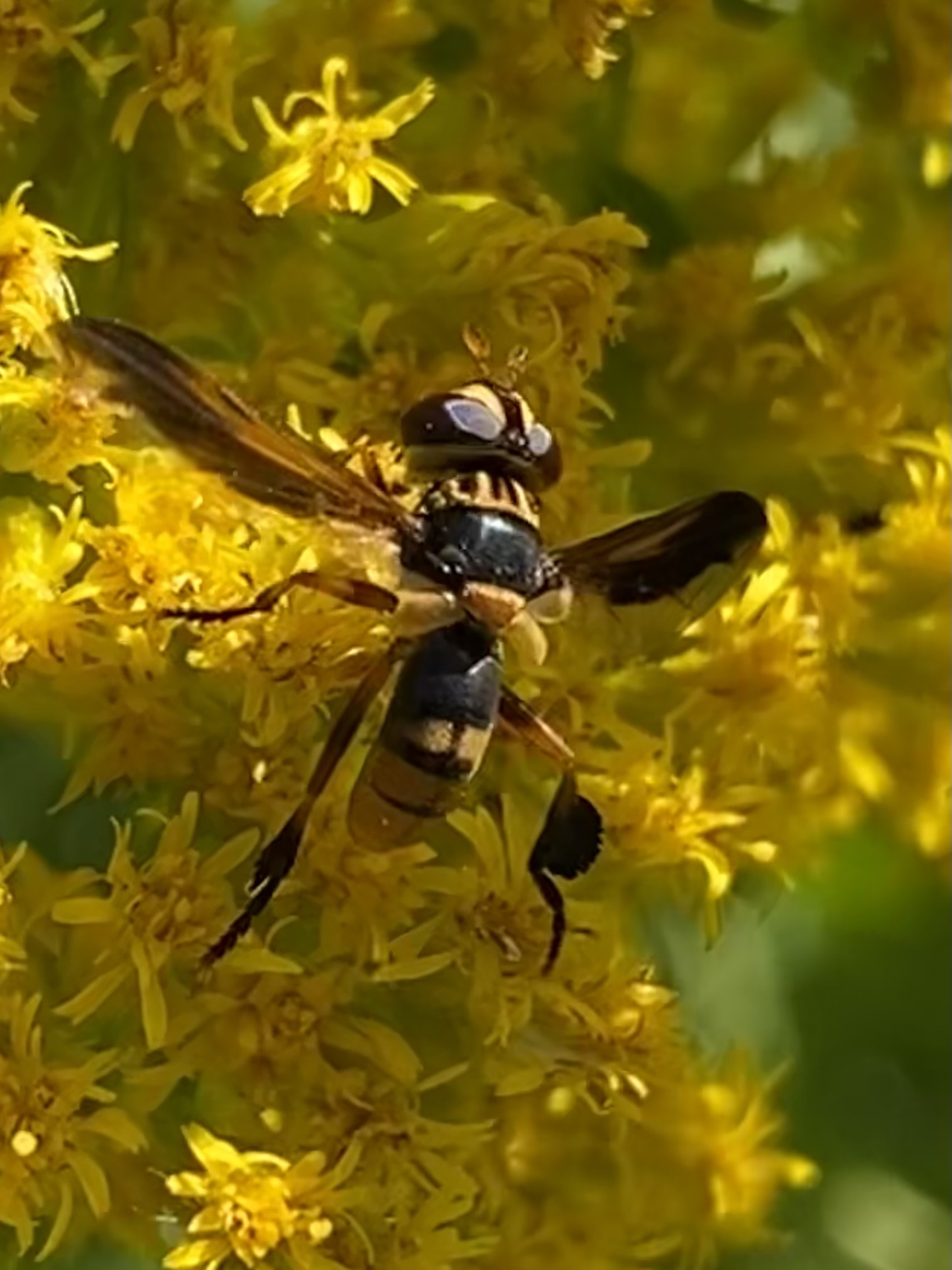
Trichopoda indivisa, Nouveau-Mexique États-Unis).
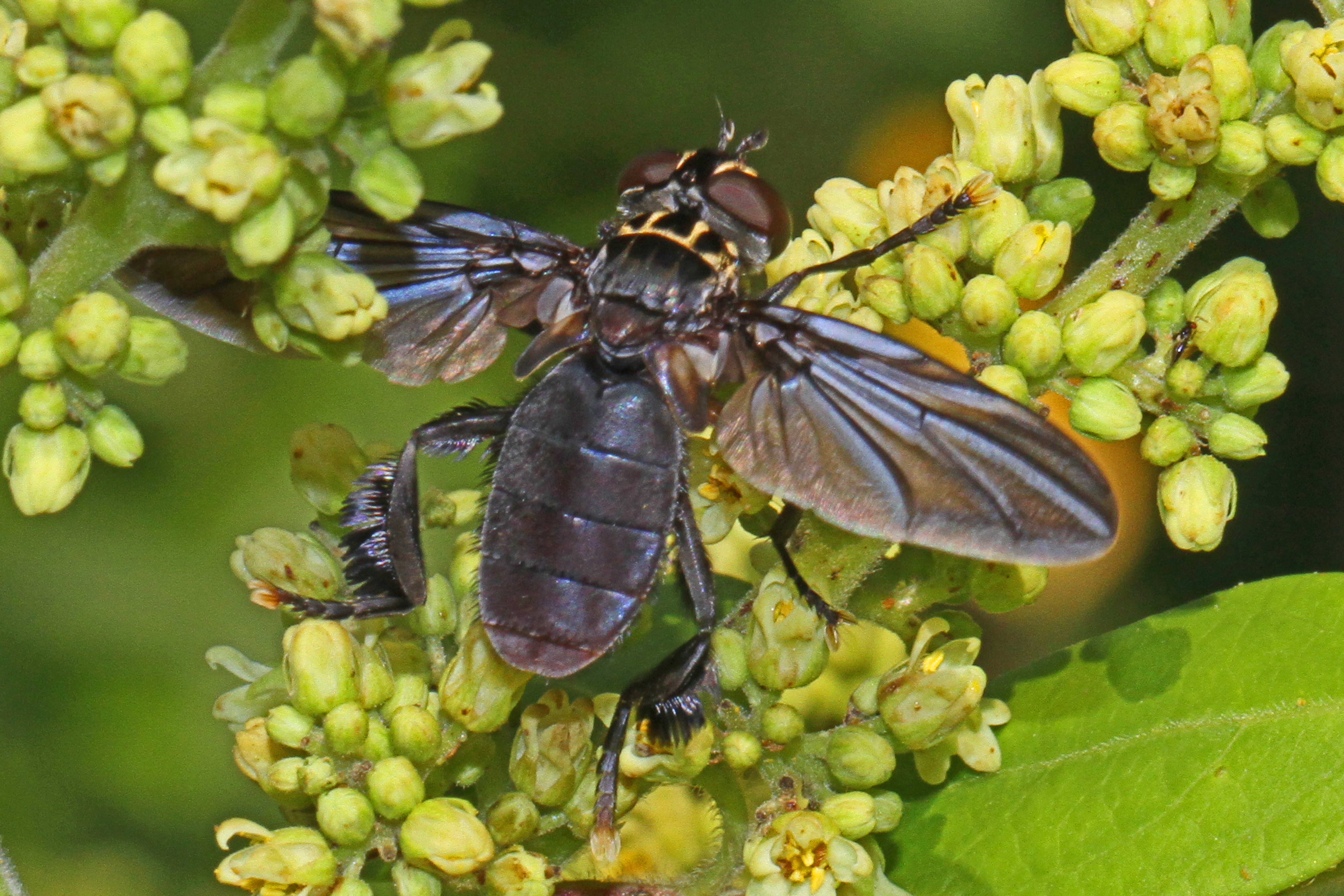
Trichopoda lanipes, Virginie (États-Unis).
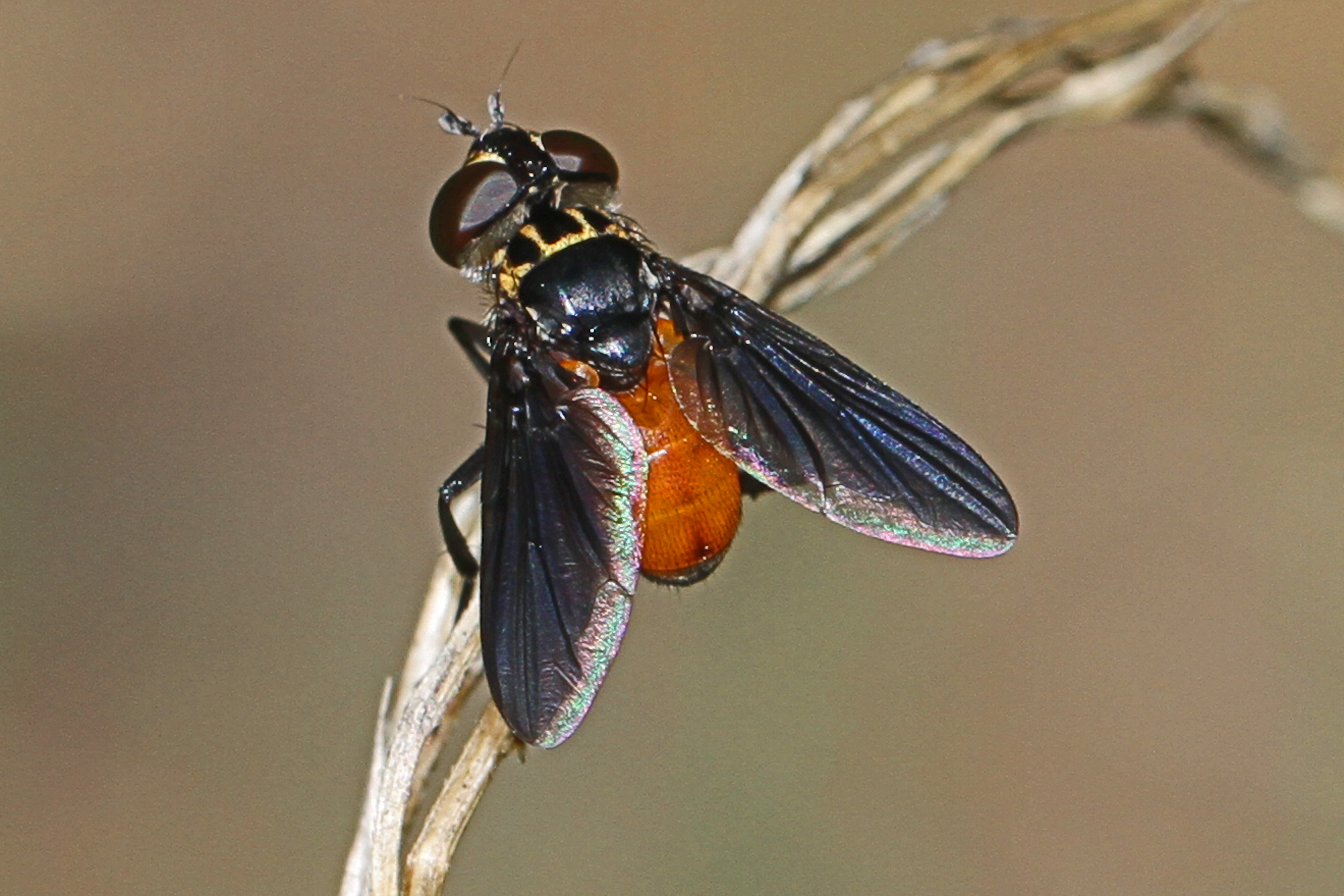
Trichopoda pennipes, Virginie (États-Unis).
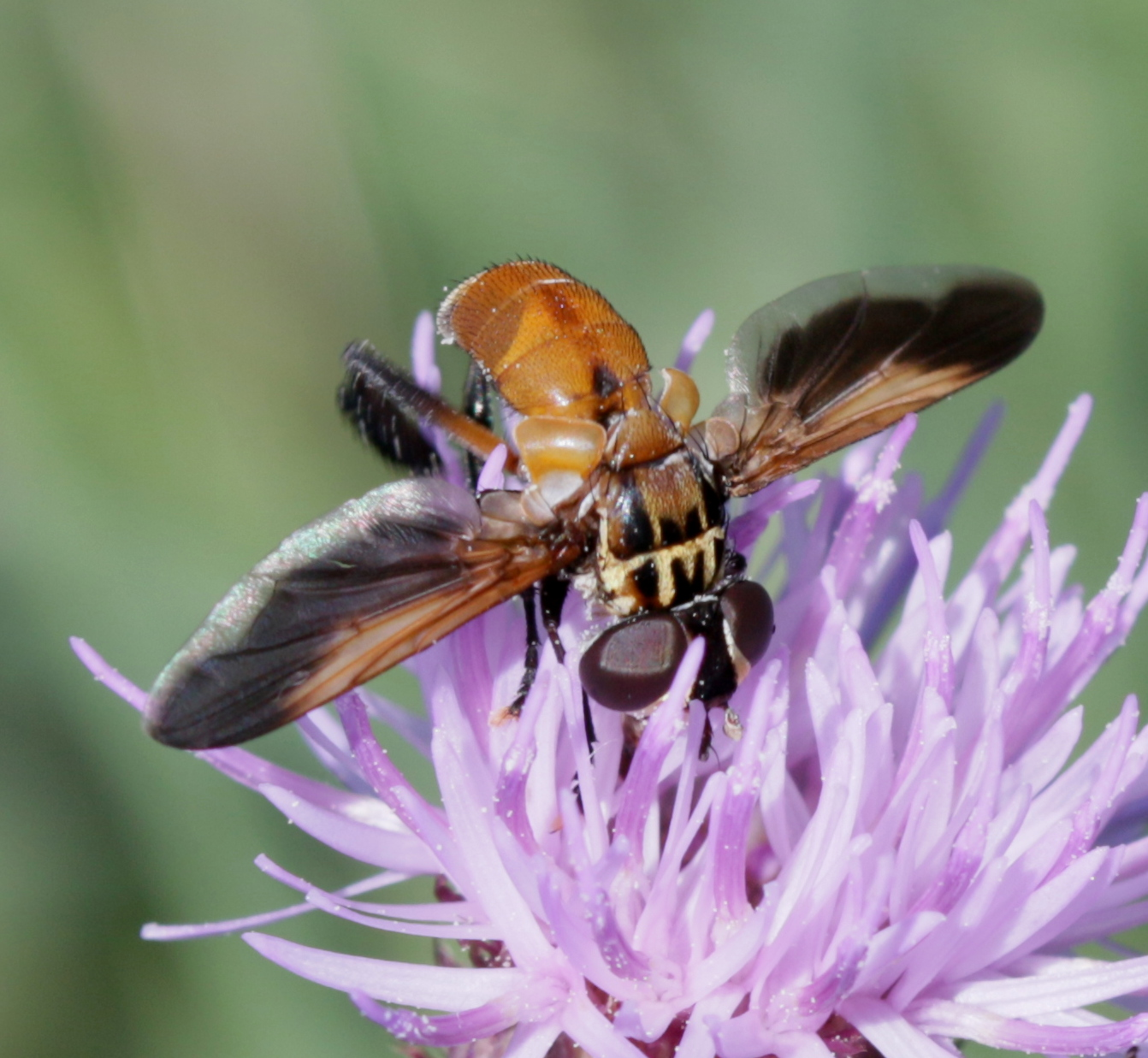
Trichopoda pictipennis, Espagne
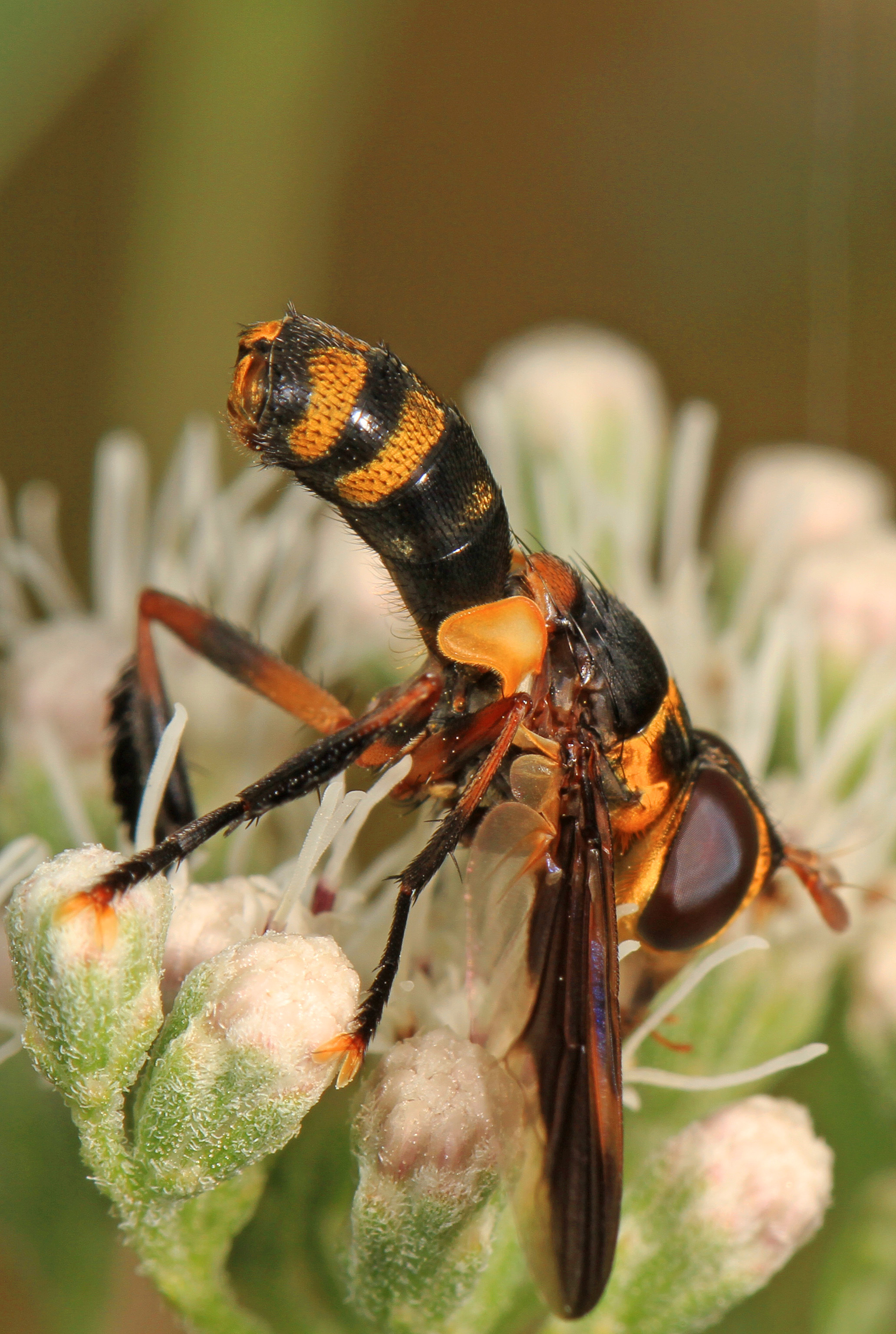
Trichopoda plumipes, Virginie (États-Unis).
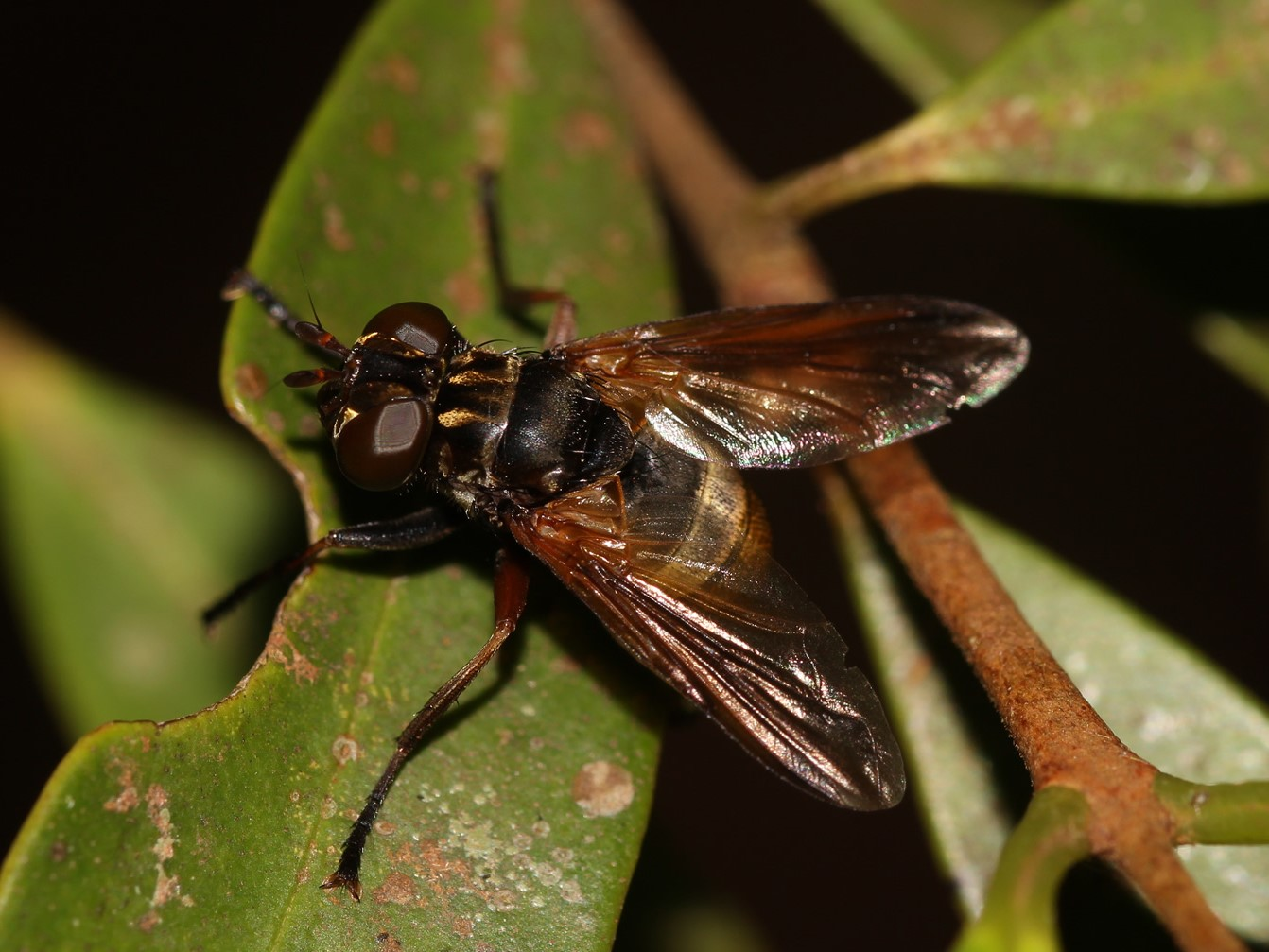
Trichopoda sabroskyi, Argentine
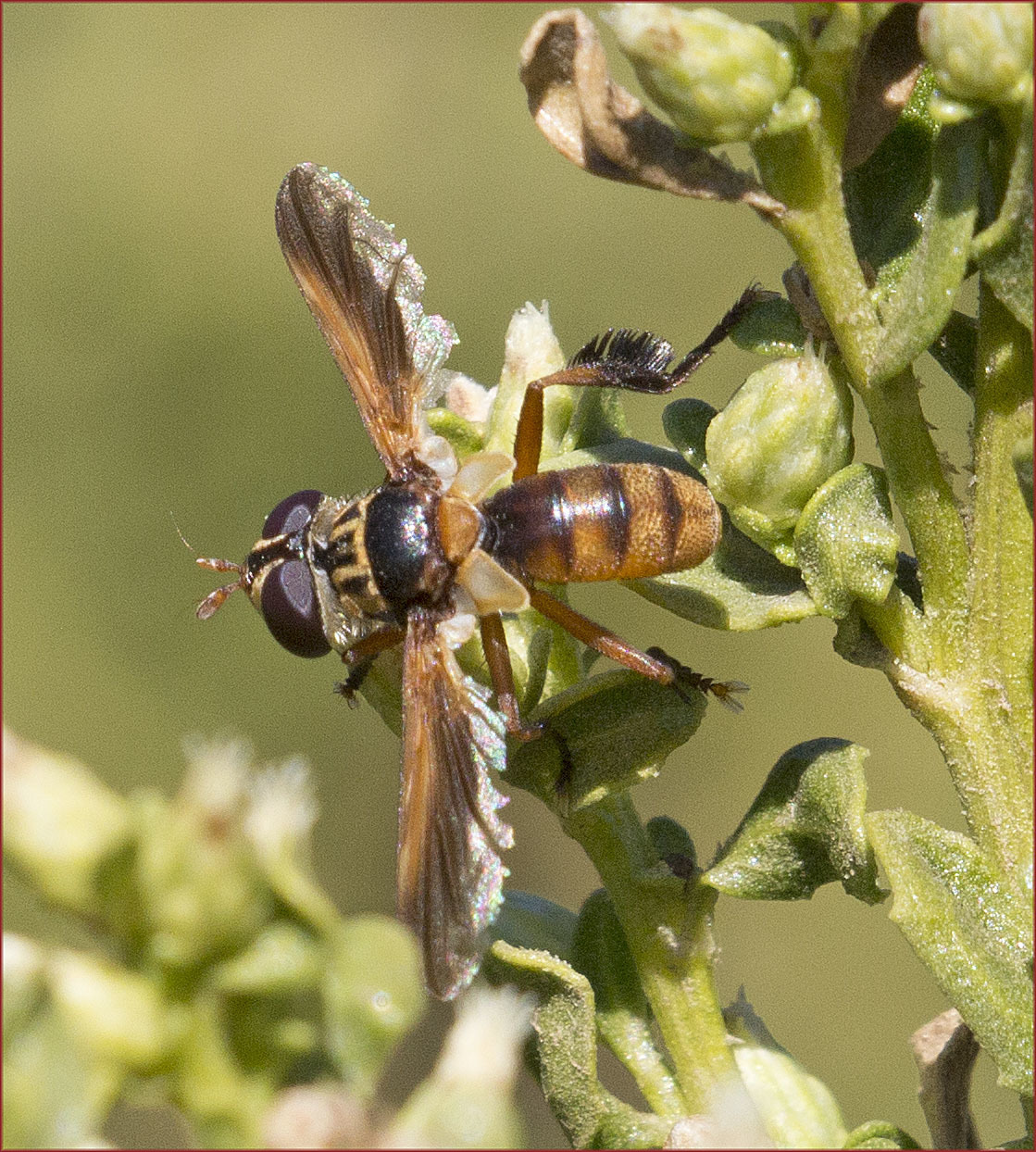
Trichopoda subdivisa, Californie (États-Unis).